# Treux
Treux é uma comuna francesa na região administrativa de Altos da França, no departamento de Somme. Estende-se por uma área de 2,24 km². Em 2010 a comuna tinha 241 habitantes (densidade: 107,6 hab./km²).